# (74256) 1998 SS77
(74256) 1998 SS77 – planetoida z pasa głównego asteroid okrążająca Słońce w ciągu 4,72 lat w średniej odległości 2,81 j.a. Odkryta 26 września 1998 roku.